# Castello di Menars
Il castello di Menars (Château de Menars) è un castello associato a Madame de Pompadour situato nella Valle della Loira a Menars in Francia.

## Storia
Verso il 1646, Guillaume Charron, consigliere del Re e tesoriere generale dei prelievi straordinari che rifornivano le forze francesi nella Guerra dei Trent'anni costruì il suo castello in un superbo sito che si affaccia sulla Loira a Menars. La costruzione originale consisteva in un edificio principale e due padiglioni. Suo figlio, Jean-Jacques Charron, président à mortier del Parlement de Paris e cognato di Jean-Baptiste Colbert, ereditò la tenuta nel 1669. Aggiunse due ali impari al castello e ingrandì il demanio, che Luigi XIV fatto un marchese nel 1676.
Nel 1760, Menars fu acquistata da Madame de Pompadour, che pagò circa 1.000.000 di lire a rate e "vendette alcuni braccialetti di perle per soddisfare il primo pagamento". L'amante del re incaricò l'architetto Ange-Jacques Gabriel di costruire due nuove ali su entrambi i lati dei due padiglioni, che sostituiscono quelli costruiti nel XVII secolo. Per rompere l'uniformità della facciata, Gabriel coprì queste due ali con tetti piatti "à l'italienne". Su ciascun lato del cortile principale, costruì altri due padiglioni: il Padiglione dell'Orologio a destra, che contiene le cucine ed è collegato al castello da un passaggio sotterraneo, e il Padiglione del Meridiano a sinistra, dove la casetta del guardiano è stata trovata. Ha anche diretto importanti lavori di ristrutturazione all'interno dell'edificio.

Madame de Pompadour di François Boucher.

Con la morte della marchesa di Pompadour nel 1764, il castello passò al fratello, Abel-François Poisson de Vandières, marchese di Marigny e direttore generale dei Bâtiments du Roi. Alcuni lavori nuovi furono poi realizzati sotto la direzione dell'architetto Jacques-Germain Soufflot: la corte laterale e l'edificio principale furono raddoppiati e il piano terra coperto d'acciaio, mentre le ali costruite da Gabriel erano dotate di tetti in ardesia francese.
Dopo il 1830, il Principe di Caraman-Chimay si stabilì al Château de Menars, creando uno stabilimento che chiamò "prytanée", che mirava a riunire giovani di diverse condizioni e nazionalità per dare loro un'istruzione comune. A tal fine, costruì un vasto edificio a est del piazzale, che in parte sopravvive, oltre a una piccola officina di gas per fornire carbone e gas al castello.